# Áp điện

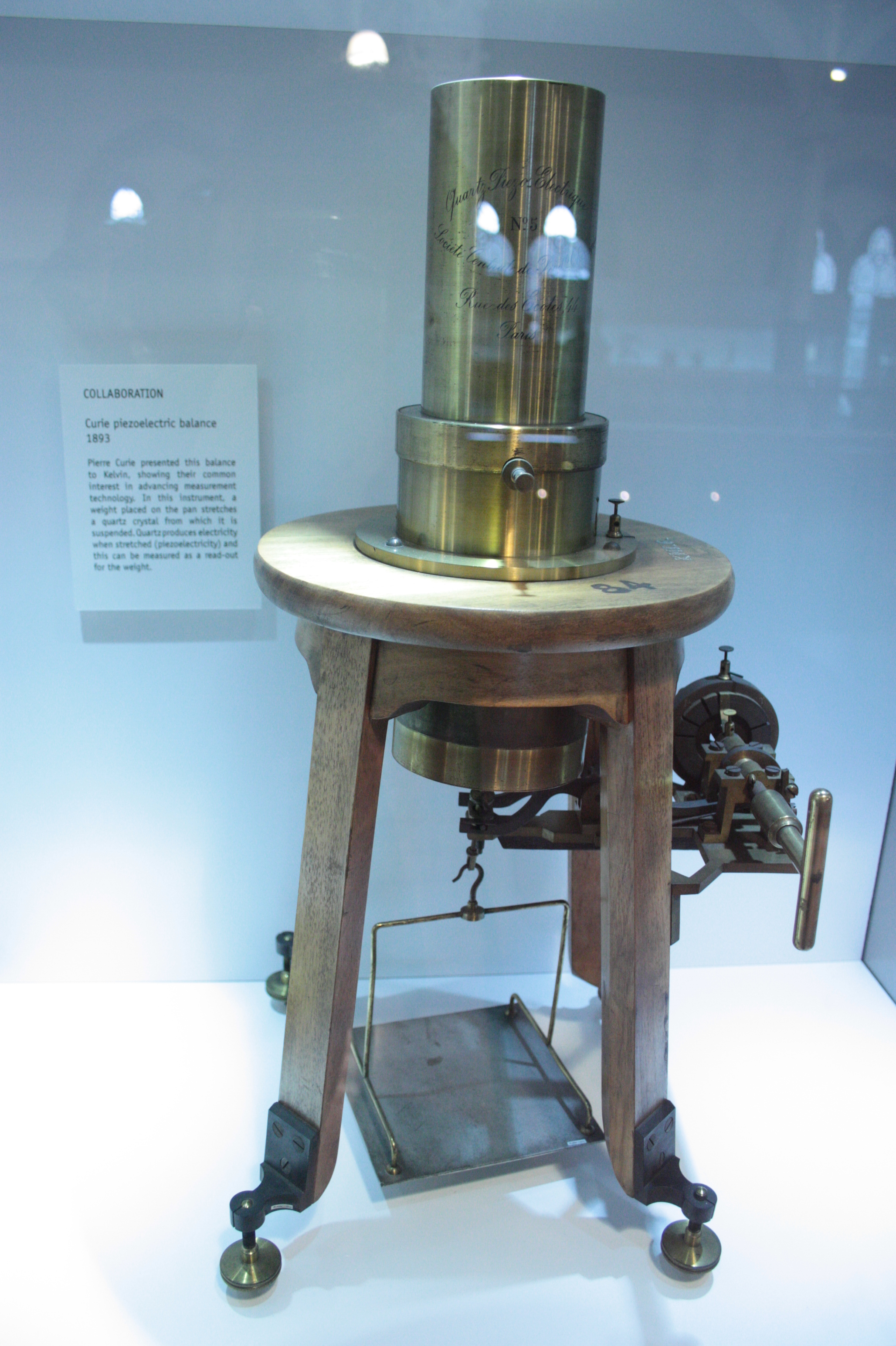
Thiết bị của Pierre Curie dùng thí nghiệm về áp điện, tại bảo tàng Hunterian, Glasgow.

Áp điện là điện được tích tụ hoặc điện được sinh ra ở một số vật liệu rắn khi chịu tác động của áp suất.
Ví dụ:
- Các tinh thể thạch anh được kẹp giữa hai lá kim loại; khi người ta đập vào lá kim loại, thì thạch anh rung động và phát ra dòng điện rất yếu, nhưng có thể đo được bằng thiết bị cực nhạy. Trường hợp này, người ta nói: thạch anh tích tụ áp điện.
- Ngược lại, nếu trực tiếp làm cho thạch anh rung động, mà không tác động gì đến lá kim loại, thì lá kim loại vẫn rung động theo và có thể tạo ra âm thanh. Trường hợp này, người ta nói: thạch anh có hiệu ứng áp điện.

## Từ nguyên
- Áp điện là thuật ngữ trong vật lý học, dịch từ tiếng Anh piezoelectricity, nguồn gốc từ tiếng Hy Lạp gồm πιέζειν (piezein có nghĩa là ép hoặc nén) + ἤλεκτρον (elektron là  hổ phách, một vật khi cọ xát sẽ sinh ra tĩnh điện).[5][6]
- Khái niệm này được cho rằng được xuất hiện từ trước những năm 1880 ở Đức (Wilhelm G. Hankel, 1881), mặc dù trước đó nữa đã có một số nhà khoa học đề cập đến hiện tượng tương tự.[1] Sau đó, được anh em nhà khoa học nổi tiếng Pierre và Jacques Curie nghiên cứu chi tiết và công bố vào năm 1880.[7]

## Mô tả

Phát sinh áp điện từ một đĩa gốm khi nó bị biến dạng

Năm 1880, Pierre Curie và Jacques Curie đã chứng minh các  tinh thể tourmaline, thạch anh, topaz, đường mía và muối Rochelle (natri kali tartrat tetrahydrat) biểu hiện áp điện nhất bằng thiết bị riêng (hình đầu trang).
Những chất rắn này và gốm (ceramic) có hiệu ứng thuận nghịch: khi đặt chúng vào một trường điện thì nó biến đổi hình dạng, và ngược lại khi dùng lực cơ học tác động vào nó thì nó tạo ra điện tích trên bề mặt.
Nó như một máy biến đổi trực tiếp từ năng lượng điện sang năng lượng cơ học và ngược lại. Nếu như theo chiều hướng thuận, có nghĩa là tác dụng lực lên vật thì sẽ sinh ra điện và ngược lại là áp điện nghịch: tác động hiệu thế vào vật thì sẽ sinh ra công biến dạng làm biến đổi lực. Một vật được cấu tạo bởi ba yếu tố PZT (chì Pb, zorconi, titan) sẽ có tính chất áp điện, ví dụ như thạch anh.

## Ứng dụng
Ngày nay hiện tượng áp điện được ứng dụng rất rộng rãi trong kỹ thuật phục vụ cho cuộc sống hàng ngày như: máy bật lửa, cảm biến, máy siêu âm, điều khiển góc quay nhỏ gương phản xạ tia lade, các thiết bị, động cơ có kích thước nhỏ, hiện nay người ta đang phát triển nhiều chương trình nghiên cứu như máy bay bay đập cánh như côn trùng, cơ nhân tạo, cánh máy bay biến đổi hình dạng, phòng triệt tiêu âm thanh, các cấu trúc thông minh, hầu hết các máy in hiện nay... một trong những ứng dụng quan trọng hiện nay trong kỹ thuật là dùng làm động cơ piezo.
Áp điện còn được ứng dụng trong công nghệ âm nhạc cũng như kĩ thuật thu và phát âm thanh nói chung: chế tạo pickup cho nhạc cụ, loa áp điện, v.v.
Cho đến hiện nay người ta đã tìm ra được hai loại vật liệu piezo cơ bản đó là dạng cục (như gốm) ceramic và tấm mỏng như tấm film.
Các phương pháp số dùng để tính toán cho loại vật liệu này như cũng đã được nghiên cứu khắp nơi trên thế giới.